# Flávio Araújo (treinador de futebol)
Flávio José Araújo (Fortaleza, 30 de Janeiro de 1963) é um treinador de futebol brasileiro. Atualmente está sem comandar nenhum clube.

## Carreira
Flávio Araújo jogou profissionalmente no Ceará, no Fortaleza e em outras equipes do futebol cearense.[carece de fontes?] Em seguida iniciou sua carreira de treinador no Icasa e depois passou por diversas equipes do Nordeste, até voltar ao Fortaleza em 2011. Pediu demissão do América-RN no dia 26 de fevereiro de 2012, após perder o título do primeiro turno potiguar para o maior rival, o ABC. No mês seguinte, foi anunciado como novo treinador do Sampaio Corrêa. Após a conquista do Campeonato Maranhense e da Série D (ambos de forma invicta), Flávio Araújo assumiu o Remo em 2013.

### Fracasso no Remo e retorno ao Sampaio
Após não conseguir classificar o clube de Belém para a fase final de disputa do Campeonato Paraense, o treinador retornou ao Sampaio Corrêa em maio de 2013. Flávio conseguiu novamente um acesso com o Tricolor Maranhense, desta vez para a Série B, porém não conseguiu o título da Série C, que ficou com o Santa Cruz.
Após ser eliminado da Copa do Brasil de 2014 para o Palmeiras, e mesmo com resultados regulares durante a Série B, Flávio deixou o Sampaio Corrêa no dia 22 de julho, alegando um desgaste em suas relações com a diretoria. Segundo o próprio treinador, a situação entre comissão técnica e clube já estava desgastada. Um dos técnicos mais vitoriosos da história do Bolivão, o comandante declarou que havia chegado a hora de procurar novos ares. Muito querido pelos torcedores, ele agradeceu todo o apoio que teve no Sampaio e desejou sorte para a sequência da Série B.

### A redenção com o River
Ao final do ano de 2014, Flávio Araújo foi anunciado pela diretoria do River-PI como novo técnico para a temporada 2015, retornando ao cargo após oito anos. Em 2006, numa curta passagem, o treinador comandou o clube na reta final do Campeonato Piauiense, sem muito sucesso. No ano seguinte, comandado por Polozzi, o clube conquistou o título estadual, mas amargou sucessivos fracassos nos outros anos, até voltar a ser campeão em 2014.
Sob seu comando no ano de 2015, o Tricolor Mafrense foi eliminado na Copa do Nordeste e na Copa do Brasil na primeira fase, mas conquistou o bicampeonato estadual e ainda realizou um feito inédito na história do futebol piauiense, com a conquista do vice-campeonato da Série D. Assim, o River tornou-se o primeiro clube piauiense a ascender de divisão a nível nacional, ganhando o direito de disputar a Série C em 2016. Em reconhecimento ao seu trabalho no comando do Galo Carijó, a Câmara dos Vereadores de Teresina concedeu a Flávio Araújo o título de Cidadão Teresinense.

### O retorno ao Fortaleza
Com suas recentes passagens vitoriosas com ascensão de divisão por clubes nordestinos, Flávio Araújo foi a primeira contratação do Fortaleza para a temporada de 2016. O treinador deu início a sua terceira passagem pelo Tricolor de Aço, com o objetivo de conquistar o acesso para a Série B.
No entanto, após um mau desempenho na Copa do Nordeste, Flávio deixou o clube em comum acordo no dia 4 de março.

### Mogi Mirim
Três dias depois, foi anunciado como novo técnico do Mogi Mirim para o restante do Campeonato Paulista. Após apenas sete jogos no comando da equipe, rescindiu seu contrato e deixou o Mogi no dia 15 de abril. No total foram duas vitórias, dois empates e três derrotas, deixando o clube na 16ª posição da classificação geral do Campeonato Paulista, a dois pontos de deixar a zona de rebaixamento.

### Cuiabá
Em 20 de abril de 2016, Flávio Araújo foi confirmado como novo treinador do Cuiabá para o restante da temporada, visando principalmente a Série C.
Após uma sequência de resultados negativos na competição, o técnico pediu demissão e deixou o Dourado no dia 11 de julho.

### Retorno ao Sampaio Corrêa
Flávio Araújo acertou seu retorno ao Sampaio Corrêa no dia 3 de agosto. O treinador chegou com uma missão diferente das outras vezes que esteve a frente do clube maranhense, pois dessa vez seu objetivo era retirar a equipe da zona de rebaixamento da Série B.
Em novembro, após o técnico declarar que estava próximo de renovar seu contrato, a diretoria do Sampaio Corrêa confirmou a sua saída do comando da equipe. Flávio Araújo comandou o clube em 18 jogos nessa passagem, sendo três vitórias, seis empates e nove derrotas — um aproveitamento de 27,78%.

### Segunda passagem pelo América-RN
Em 11 de março de 2017, a diretoria do América-RN oficializou a contratação de Flávio Araújo como novo técnico da equipe. O treinador chegou com o objetivo de recuperar o emocional do time para o restante da temporada, tendo vasta experiência no futebol e com um bom retrospecto no comando do clube em 2011, época que conseguiu o acesso à Série B do Brasileiro com o Alvirrubro. Flávio Araújo deixou o comando do América-RN ainda no primeiro semestre, em maio, logo após a disputa do Campeonato Potiguar.

### CSA
No dia 8 de setembro de 2017, Flávio Araújo acertou com o CSA para o restante da Série C. Conhecido como "Rei do Acesso", o treinador iniciou seu trabalho no clube alagoano em busca de seu sexto acesso em Campeonatos Brasileiros na carreira. Em outubro, Flávio festejou seu acesso e o título da Série C com o clube alagoano. Esse título tornou-se um marco histórico do treinador no comando do Azulão, tendo em vista que ele começou o trabalho na última rodada da primeira fase da competição e conduziu o clube até o titulo.
Por conta dos maus resultados no início da temporada 2018, em especial a eliminação na Copa do Brasil, a diretoria do CSA anunciou a saída de Flávio Araújo no dia 16 de fevereiro.

### Treze
Em 20 de fevereiro de 2018, a diretoria do Treze anunciou o treinador para o restante da temporada. Flávio Araújo assumiu a equipe tendo três competições para disputar no comando do Galo da Borborema: o Campeonato Paraibano, a Copa do Nordeste e a Série D. Nesta última, que era o principal objetivo do clube, o técnico obteve sucesso e conseguiu seu sétimo acesso na carreira, além do vice-campeonato nacional. Flávio saiu da equipe Trezeana em setembro de 2018, logo após o vice-campeonato brasileiro, deixando saudades em toda a torcida do Treze.

### Retorno ao River
Em junho de 2020, o treinador retornou ao River-PI.

### Campinense
Logo após a demissão de Ranielle Ribeiro, Flávio Araújo foi anunciado pelo Campinense no 4 de julho de 2022, assumindo a equipe na disputa da Série C.

### Iguatu
Em 27 de maio de 2024 foi contratado pelo Iguatu para comandar o clube na Série D.

## Títulos
Icasa
- Campeonato Cearense: 2000
- Campeonato Cearense - Segunda Divisão: 2003 e 2010
- Copa Fares Lopes de 2021

4 de Julho
- Segunda Divisão do Campeonato Piauiense: 2003

Parnahyba
- Campeonato Piauiense: 2004 e  2005

Barras
- Campeonato Piauiense: 2008

Flamengo-PI
- Copa Piauí: 2008

Sampaio Corrêa
- Copa União do Maranhão: 2009 e 2013
- Segundo Turno do Campeonato Maranhense: 2012
- Campeonato Maranhense: 2012 e 2014
- Campeonato Brasileiro - Série D: 2012

River
- Campeonato Piauiense: 2015 e 2019

Fortaleza
- Copa dos Campeões Cearenses: 2016

CSA
- Campeonato Brasileiro - Série C: 2017

Altos
- Campeonato Piauiense: 2024